# 境山 (七ヶ浜町)
境山（さかいやま）は、宮城県宮城郡七ヶ浜町の町丁。郵便番号は985-0824。国勢調査に基づく人口は1,815人、世帯数は693世帯（2020年10月現在）。現行行政地名は境山一丁目と境山二丁目。全域で住居表示を実施している。

## 地理
宮城県宮城郡七ヶ浜町の西部、境山地区に位置し、中央部を県道58号塩釜七ヶ浜多賀城線が通っている。北を東宮浜、東を汐見台、南から西にかけて遠山と接している。
都市計画区域上では全域が市街化区域に指定されており、都市計画法上の用途地域では第一種低層住居専用地域、第二種低層住居専用地域、第一種中高層住居専用地域、第一種住居地域、工業地域に分類される。
- 池：七浦堤（別名:大山堤）- 農業用水の貯水池。かつては泳げるほど綺麗な水があったという[12]。

## 歴史
この地域は昭和30年代から40年代にかけて急速に住宅が広がった地域である。江戸時代が終わり、明治時代になり、さらに大正時代になっても雑木の林が広がるばかりであり、昭和時代の初め頃までは長らく鍬を入れられることがなく、第二次世界大戦による食糧難が発生し、このときこの地は東宮浜や要害地区の人々を中心に畑地として開墾された。畑では麦や豆、サツマイモ、ジャガイモなどが栽培され、その後棚田も作られたが、どちらも経営は零細で生計を立てるほどでもなかった。戦後の農地解放まで開墾は続けられ、戦後も農地はそのままであった。その後新たな住人が増えていくが、この中には外地から引き上げて来た人や、新天地を求めこの地に来た人、七ヶ浜町の他地区の人、主には要害地区の次男や三男等が新たに家を建てていった。この地域が宅地化していくのは、隣の遠山地区が分譲化されてくのに合わせて南境山の方から進行していった。南境山は、現在の境山一丁目にあたり、町有地として造成され、昭和三十年代後半から分譲が始まった。現在の境山二丁目にあたる北境山では、個人の所有地で南境山よりも遅れて販売が開始された。現在の境山二丁目北部では昭和50年代から60年初めにかけて宅地化された。平成に入ると、この地域を一つの地番として統一されるべきとの議論が具現化した。これまで東宮浜と菖蒲田浜が入り組んでおり、行政区としては一つながら、ちぐはぐな印象であったため一つの地名の成立に向けて地区住民は動き始めた。呼び名の案として古くからの「境山」、元号が平成になったばかりであったため「平成」の二つがあり、決議を諮ったところ「境山」に落ち着いた。そして1990年（平成2年）に東宮浜・菖蒲田浜・汐見台三丁目の各一部で住居表示が行われ町丁としての境山が誕生した。

### 町名の由来
この地域で圧倒的に戸数の多かった字名である北境山から北の取り命名された地区である境山地区より。

### 町名の変遷
町名の変遷は以下の通りである。
| 変更後             | 変更前（特記なければ各町・字ともその一部） | 変更前（特記なければ各町・字ともその一部） | 変更日                  |
| 町丁               | 町・字                                     | 町・字                                     | 変更日                  |
| 町丁               | 大字                                       | 小字                                       | 変更日                  |
| ------------------ | ------------------------------------------ | ------------------------------------------ | ----------------------- |
| 境山一丁目（新設） | 菖蒲田浜                                   | 字野山（全部）                             | 1990年（平成2年）9月1日 |
| 境山一丁目（新設） | 汐見台三丁目                               |                                            | 1990年（平成2年）9月1日 |
| 境山一丁目（新設） | 東宮浜                                     | 字南境山（全部）                           | 1990年（平成2年）9月1日 |
| 境山一丁目（新設） | 東宮浜                                     | 字北原田                                   | 1990年（平成2年）9月1日 |
| 境山一丁目（新設） | 東宮浜                                     | 字小田                                     | 1990年（平成2年）9月1日 |
| 境山二丁目（新設） | 東宮浜                                     | 字北境山                                   | 1990年（平成2年）9月1日 |
| 境山二丁目（新設） | 東宮浜                                     | 字菖蒲浦                                   | 1990年（平成2年）9月1日 |
| 境山二丁目（新設） | 東宮浜                                     | 字東大木                                   | 1990年（平成2年）9月1日 |
| 境山二丁目（新設） | 東宮浜                                     | 字西大木                                   | 1990年（平成2年）9月1日 |

## 世帯数と人口
2020年（令和2年）10月現在の世帯数と人口は以下の通りである。
| 町丁       | 世帯数  | 人口    |
| ---------- | ------- | ------- |
| 境山一丁目 | 331世帯 | 872人   |
| 境山二丁目 | 362世帯 | 943人   |
| 計         | 693世帯 | 1,815人 |

### 人口・世帯数の推移
以下は国勢調査による2005年（平成17年）以降の人口の推移。
| 年                 | 人口  |
| ------------------ | ----- |
| 2005年（平成17年） | 1,877 |
| 2010年（平成22年） | 1,842 |
| 2015年（平成27年） | 1,814 |
| 2020年（令和2年）  | 1,815 |

以下は国勢調査による2005年（平成17年）以降の世帯数の推移。
| 年                 | 世帯数 |
| ------------------ | ------ |
| 2005年（平成17年） | 630    |
| 2010年（平成22年） | 639    |
| 2015年（平成27年） | 646    |
| 2020年（令和2年）  | 693    |

## 小・中学校の学区
小・中学校の学区は以下の通りとなる。
| 町丁       | 街区符号・住居番号 | 小学校     | 中学校     |
| ---------- | ------------------ | ---------- | ---------- |
| 境山一丁目 | 全域               | 汐見小学校 | 向洋中学校 |
| 境山二丁目 | 全域               | 汐見小学校 | 向洋中学校 |

## 交通

### 鉄道
鉄道駅はない。最寄り駅は■仙石線の下馬駅。

### バス
- 七ヶ浜町民バス「ぐるりんこ」[22][23]
  - 境山（2/4/6/8系統）
- ミヤコーバス[24]
  - 境山（多賀城東部線）

### 道路
主要地方道
- 宮城県道58号塩釜七ヶ浜多賀城線

都市計画道路
- 3･4･138 下馬東宮線

## 施設

### 公共
- 七ヶ浜町歴史資料館（境山一丁目1-12）[25] - 1986年（昭和61年）11月に開館にした資料館で、大木囲貝塚をはじめとする、町内の遺跡などからの出土品等を調査・保存・展示している。大木囲貝塚に隣接する[13]。

#### 公園
- 境山児童遊園（境山一丁目8-349）
- 名称不明（境山一丁目101-131）
- 境山2丁目公園（境山二丁目20-34）
- 境山2丁目児童公園（境山二丁目21）

### 店舗
- ファミリーマート 七ヶ浜境山店（境山二丁目14-6）[26]